# Vejle (općina)
Vejle je općina u danskoj regiji Južna Danska.

## Zemljopis
Općina se nalazi u središnjem dijelu poluotoka Jutlanda, prositire se na 1066,32 km2.

## Stanovništvo
Prema podacima o broju stanovnika iz 2010. godine općina je imala 106.383 stanovnika, dok je prosječna gustoća naseljenosti 99,77 stan/km2. Središte općine je grad Vejle.

### Naselja
| Veća naselja u općini |          |                    |
| Br.                   | Naselje  | Stanovnika (2010.) |
| 1                     | Vejle    | 50.832             |
| 2                     | Børkop   | 4.467              |
| 3                     | Give     | 4.404              |
| 4                     | Jelling  | 3.233              |
| 5                     | Brejning | 2.781              |
| 6                     | Egtved   | 2.206              |
| 7                     | Skibet   | 2.075              |
| 8                     | Bredsten | 1.726              |
| 9                     | Ødsted   | 1.449              |
| 10                    | Ågård    | 1.329              |

## Vanjske poveznice
- Službena stranica općine